# Chvojnica (Prievidza)
Chvojnica (deutsch Fundstollen, Funtschuh oder Jüntzl, ungarisch Nyitrafenyves – bis 1907 Chvojnica) ist eine Gemeinde in der West-Mitte der Slowakei mit 537 Einwohnern (Stand 31. Dezember 2024), die zum Okres Prievidza, einem Teil des Trenčiansky kraj, gehört.

## Geographie

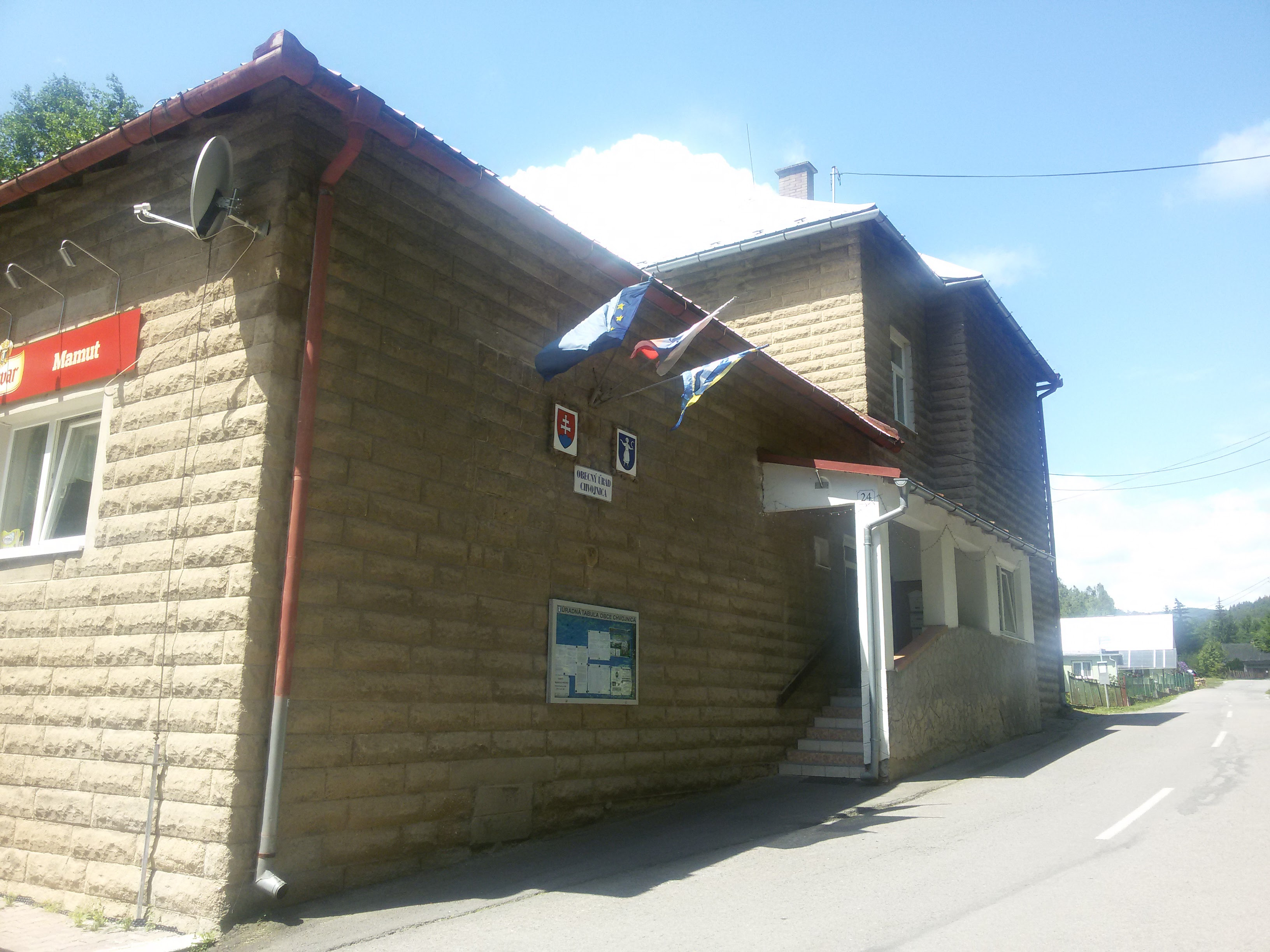
Chvojnica

Die Gemeinde befindet sich am Nordrand des Gebirges Strážovské vrchy, im Gebirgsstock Malá Magura im engen Tal des Baches Chvojnica im Flusssystem Nitra. Das Ortszentrum liegt auf einer Höhe von 484 m n.m. und ist 17 Kilometer von Prievidza entfernt.
Nachbargemeinden sind Tužina im Norden, Nitrianske Pravno im Osten, Malinová und Poruba sowie Nevidzany und Čavoj im Westen.

## Geschichte
Chvojnica ist ein alter Bergwerkort, bei dem Gold von deutschen „Gästen“ in etlichen Bergwerken gefördert, aber auch geseift wurde. Der Ort selbst wurde zum ersten Mal 1614 als Chojnica schriftlich erwähnt, hatte damals fünf Häuser und gehörte zum Herrschaftsgebiet der Burg Weinitz, ab dem Jahr 1637 war er Besitz des Geschlechts Pálffy. Nachdem die Bergwerke erschöpft waren, betrieb man Landwirtschaft. 1787 hatte die Ortschaft 43 Häuser und 427 Einwohner, 1828 zählte man 88 Häuser und 615 Einwohner.
Bis 1918 gehörte der im Komitat Neutra liegende Ort zum Königreich Ungarn und kam danach zur Tschechoslowakei beziehungsweise heute Slowakei. Nach dem Ende des Zweiten Weltkriegs wurden die deutschen Einwohner noch im Jahr 1945 vertrieben und zum Teil durch ungarische Slowaken ersetzt.

## Bevölkerung
| Jahr                | 1994 | 2004     | 2014     | 2024     |
| ------------------- | ---- | -------- | -------- | -------- |
| Anzahl der Personen | 209  | 232      | 258      | 224      |
| Unterschied         |      | +11,00 % | +11,20 % | −13,17 % |

| Jahr                | 2023 | 2024    |
| ------------------- | ---- | ------- |
| Anzahl der Personen | 226  | 224     |
| Unterschied         |      | −0,88 % |

Nach der Volkszählung 2011 wohnten in Chvojnica 249 Einwohner, davon 223 Slowaken, drei Magyaren sowie jeweils ein Deutscher und Tscheche. 21 Einwohner machten keine Angabe zur Ethnie.
173 Einwohner bekannten sich zur römisch-katholischen Kirche und zwei Einwohner zur Pfingstbewegung; zwei Einwohner bekannten sich zu einer anderen Konfession. 30 Einwohner waren konfessionslos und bei 42 Einwohnern wurde die Konfession nicht ermittelt.

## Bauwerke und Denkmäler
- römisch-katholische Kreuzerhöhungskirche aus den Jahren 1935–36